# Den som efter Guds rike står
Den som efter Guds rike står är en tysk psalm av Martin Luther som bygger på Lukasevangeliet 16. Psalmen översattes till svenska och fick titeln Den som efter Guds rike står.

## Publicerad i
- Den svenska psalmboken 1694 som nummer 240 under rubriken "Psalmer öfwer Några Söndags Evangelier".[2]
- 1695 års psalmbok som nummer 208 under rubriken "Psalmer Öfwer några Söndags Evangelier".[1]